# Johann Georg Pisendel
Johann Georg Pisendel va ser un violinista i compositor alemany molt reconegut del Barroc tardà. Va néixer el 26 de desembre de 1687 a Cadolzburg i va morir el 25 de novembre de 1755 a Dresden. Tot i que avui dia no és dels noms més destacats, a la seva època era considerat el violinista alemany més important.
Va fer amistat amb una gran quantitat de músics de l'època, entre els quals destaquen Johann Sebastian Bach, Georg Philipp Telemann, Antonio Vivaldi i Jan Dismas Zelenka. Tal va ser la seva relació que Antonio Vivaldi, Georg Philipp Telemann i Tomaso Albinoni li van dedicar diversos concerts i sonates com a mostra d'estima. A més, a la mort de Pisendel, Telemann va fer una oda al seu honor.
La seva obra no és gaire extensa, a causa de l'alta qualitat d'aquesta i és fonamentalment música instrumental. Gràcies a la seva diversitat de creació musical a Dresden, la seva obra va ser una gran influència pel desenvolupament de la música instrumental, especialment per a violí. Tot i que les seves primeres influències van ser de J.S. Bach i Giuseppe Torelli, la seva música té una gran influència italiana de Vivaldi.

## Vida

### Joventut (1687 – 1708)
Johann Georg Pisendel va ser el cinquè fill del Cantor de l'Església Luterana a Cadolzburg, tot i que la seva família era originària de Markneukirchen. Els seus primers estudis musicals els va fer amb el seu pare. Als deu anys va formar part com a membre del cor a la capella de cort d'Ansbach. Aquí va continuar la seva formació musical, estudiant cant amb Francesco Antonio Pistocchi i violí amb Torelli. Quan li va canviar la veu va continuar la seva carrera musical com a violinista. Als 16 anys va ser contractat com a violinista de l'orquestra de la cort, tot i les retallades de personal.

### Segona etapa (1709 – 1711)
Al març de 1709 va anar a Leipzig per continuar els seus estudis a la Universitat de Leipzig. Abans d'arribar va fer una parada a Weimar, on va conèixer a J.S. Bach, amb el qual va establir una amistat que va durar tota la vida. Poc després de la seva arribada a Leipzig va conèixer a Telemann, amb el que també va fer una gran amistat. Gràcies a la defensa de Pisendel envers la música de Telemann, aquesta va ser considerada pels seus contemporanis. Va realitzar un concert per a violí d'Albinoni amb el Collegium Musicum i ràpidament es va fer un lloc a l'entorn musical de la ciutat. També va tenir una bona relació amb Albinoni, el qual va dedicar-li tres sonates.
El 1710, el director del Collegium Musicum, Melchior Hoffman, se'n va anar de gira i va nomenar Pisendel com a substitut, passant així a formar part de l'orquestra del Collegium i de l'òpera de manera temporal. El 1711 va fer un viatge a Darmstadt, on va formar part de l'òpera de Christoph Graupner Telemach. Van reconèixer les seves grans habilitats i li van oferir un lloc permanent dins l'orquestra de la cort, però el va rebutjar.

### Orquestra de la cort de Dresden (1712 – 1755)
El 1712, Pisendel es va unir com a violinista a l'orquestra de la cort de Dresden, on va romandre fins a la seva mort. Dins de les seves funcions a la cort estava la d'acompanyar el príncep durant els seus viatges. Va visitar França el 1714, Berlín el 1715 i Venècia entre el 1716 i el 1717. La seva estada a Itàlia el va influenciar profundament. Va romandre durant 9 mesos a Venècia, on va conèixer a Antonio Vivaldi, amb el qual també va fer una bona amistat. És conegut que Pisendel va estudiar amb Vivaldi gràcies al fet que a la Sächsische Landesbibliothek partitures d'alguns moviments de concerts de Pisendel amb anotacions a mà del mateix Vivaldi. També va estudiar amb Antonio Montanari a Roma.
Vivaldi li va dedicar cinc sonates, sis concerts i una simfonia, escrits entre 1717 i 1720, amb la dedicatòria „fatte p. Mr. Pisendel“. Quatre de les cinc sonates originals es troben a la Biblioteca de la Universitat de Dresden i l'Estat de Saxònia. L'altra va arribar a la Biblioteca del Conservatori de Paris per circumstàncies desconegudes. El 1965, Deutscher Verlag va treure una edició moderna molt útil d'aquestes, feta per Hans Grüss.
A partir de 1718 els seus viatges van començar a ser menys freqüents. Durant aquest període va ser alumne de composició de Johann David Heinichen. El 1728 va morir el concertino interí de l'orquestra, Woulmyers, Pisendel va ser nomenat concertino. Va ser un director d'orquestra molt admirat a causa de la seva minuciositat i precisió i va arribar a ser considerat com el violinista alemany més important. La seva influència va assegurar la interpretació de la música de Vivaldi, Albinoni, Giuseppe Tartini, Telemann, Johann Friedrich Fasch, Graupner i Stötzel.
També va tenir una gran influència mitjançant l'ensenyament, entre els seus alumnes destaques Franz Benda i Johann Gottlieb Graun. A Dresden va fer una gran amistat amb Zelenka. Després de la mort de Zelenka, Telemann i Pisendel van intentar publicar alguns ajustos del Responsori de Zelenka.
Pisendel va morir el 1755 i va ser enterrat al Johanniskirchhof a Dresden, però la seva tomba no es conserva avui dia.

## Estil
A causa dels seus múltiples viatges durant la seva primera etapa a l'orquestra de la cort de Dresden, va entrar en contacte amb els estils francès i italià. Per tant, a les seves composicions s'aprecia una increïble absorció per part de Pisendel dels estils italià, francès i alemany. Als seus concerts per a violí hi predomina l'estil italià, més concretament el de Vivaldi, tot i que s'aprecien trets ocasionals de l'estil galant. Les sonates per a violí solo són un gran exemple de qualitat dins de la tradició alemanya i van influenciar a Bach a les seves Sonates i Partites per a violí acompanyat.
El violinista de l'època va cultivar l'expressió musical amb una manera de tocar més sensible.
També va destacar pel seu gran domini sobre el tempo. Johann Joachim Quantz va elogiar la seva interpretació dels moviments d'Adagio i Johann Adolph Hasse va destacar la seva seguretat envers el tempo.
Pisendel feia una revisió estricta de tots els petits detalls, aconseguint un so homogeni, complet i meravellós, atraient així a molts visitants a la cort de Dresden. Es diu que just abans de la presentació d'una nova obra, Pisendel revisava cada secció de l'orquestra i afegia detalls sobre l'arqueig i marques més detallades sobre l'expressió.

## Obra
La seva obra va sobreviure als bombardejos a Dresden durant la Guerra dels Set Anys gràcies al fet que va ser dipositada a l'església de la cort.
Els manuscrits es troben a la Biblioteca de la Universitat de Dresden i Estat de Saxònia. La seva obra va ser catalogada temàticament el 1955 pel musicòleg Hans Rudolf Jung. En total hi ha 35 catàlegs amb manuscrits musicals i nombroses transcripcions d'obres d'altres compositors.
Les seves composicions són poques però d'una gran qualitat. Només es conserva la seva música instrumental, composta per dotze Concerts per a violí, diversos Concerti Grossi, algunes Sonates per a violí, Sonates a tres, una Giga, una Fantasia i una Simfonia.

### Concerts per a violí
- Concert per a Violí en A menor
- Concert per a Violí en Bb Major
- Concert per a Violí, 2 Oboès i Baix en D Major
- Concert per a Violí, 2 Corns anglesos, 2 Oboès i Baix en D Major
- Concert per a Violí en E menor
- Concert per a Violí en E Major
- Concert per a Violí en Eb Major
- Concert per a Violí en F Major
- Concert per a Violí en G menor
- 3 Concerts per a Violí en G Major

### Sonates per a violí
- Sonata per a Violí (sense baix) en A menor (Jung IV/2 1717)
- Sonata per a Violí en C menor
- Sonata per a Violí en D Major
- Sonata per a Violí en E menor
- Sonata per a Violí en E Major
- Sonata per a Violí en Eb Major
- Sonata per a Violí en G menor

### Música de cambra i orquestra
- Sonata da chiesa per a Orquestra en C menor
- Concerto per a 2 Oboès i Baix en Eb Major
- Concerti Grossi per a Oboè en Eb Major
- Concerti Grossi per a 2 Oboès en G menor
- Concerti Grossi en G Major
- Concerti Grossi per Vent Fusta i 2 Corns anglesos en G Major
- Fantasia, Imitation des Caractères de la Danse
- Giga en A, imprès al Der getreue Music-Meister de Telemann (Hamburg, 1728/1799)

### Simfonia
- Simfonia en B Major